# Philautus leitensis
Philautus leitensis är en groddjursart som först beskrevs av George Albert Boulenger 1897.  Philautus leitensis ingår i släktet Philautus och familjen trädgrodor. IUCN kategoriserar arten globalt som sårbar. Inga underarter finns listade i Catalogue of Life.